# Kvikkjokks kirke
Kvikkjokks kirke (svensk: Kvikkjokks kyrka) er en kirkebygning i fjeldbyen Kvikkjokk i Lappland, og tilhører Jokkmokks församling i Luleå stift i det nordligste Sverige.
I 1661 blev Luleå silververk anlagt med smelteværk i Kvikkjokk og en hytte som lokale til gudstjenester. Det første kapel blev opført i 1764 og blev revet ned i begyndelsen af 1900-tallet. Den nuværende trækirke blev opført 1906–07 efter et projekt af arkitekt Fritz Eckert og blev indviet den 7. juli 1907. Kirken blev restaureret 1961.
Kirken består af et skib med et smallere kor i øst og et våbenhus i vest. I nord findes et tilbygget sakristi. Ydervæggene er beklædt med mørkebrune træspån. Prædikestolen og døbefonten er fra det tidligere kapel. Alterskabet er fremstillet 1925 af Gerda Höglund.